# 柴灣市政大廈

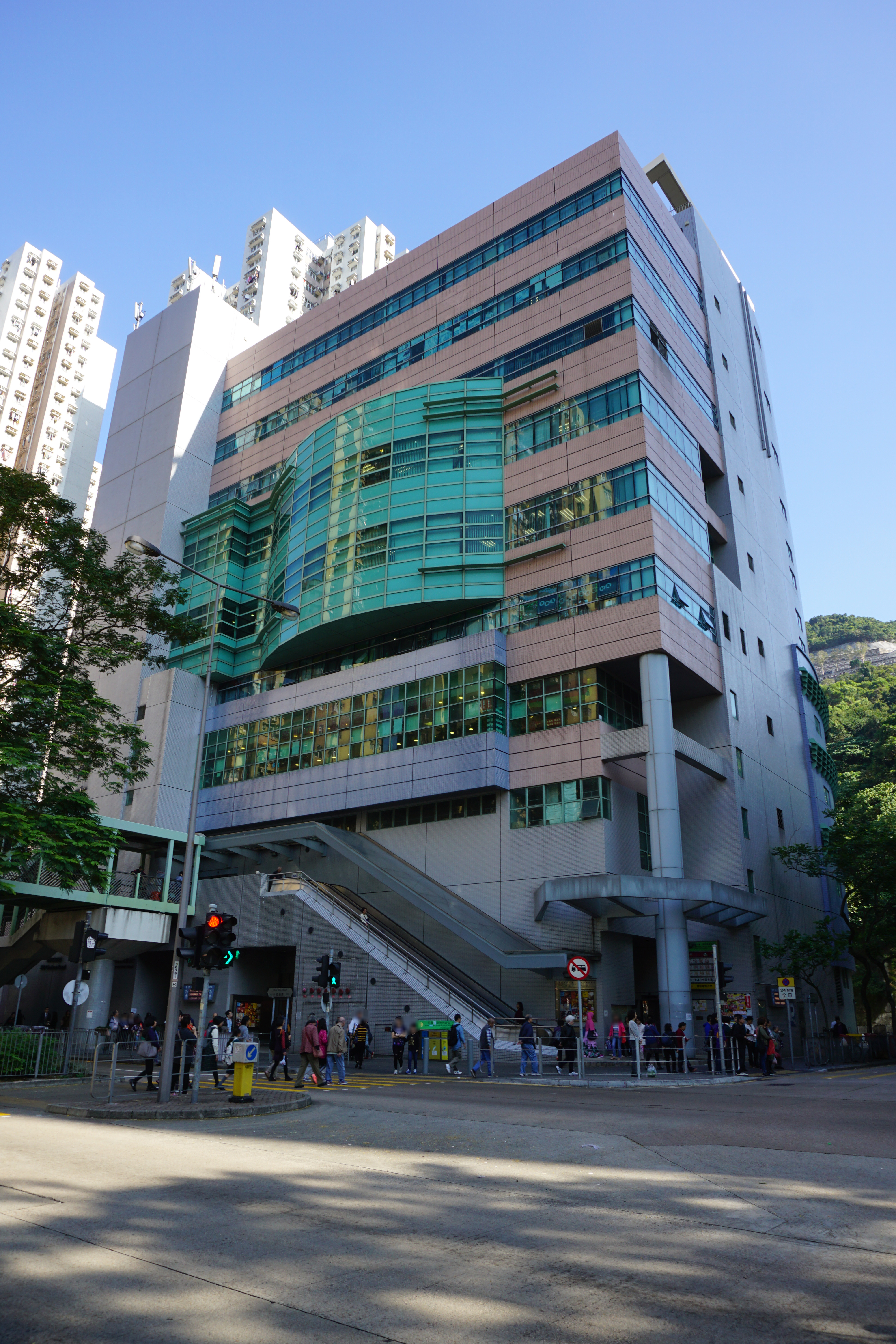
柴灣市政大廈

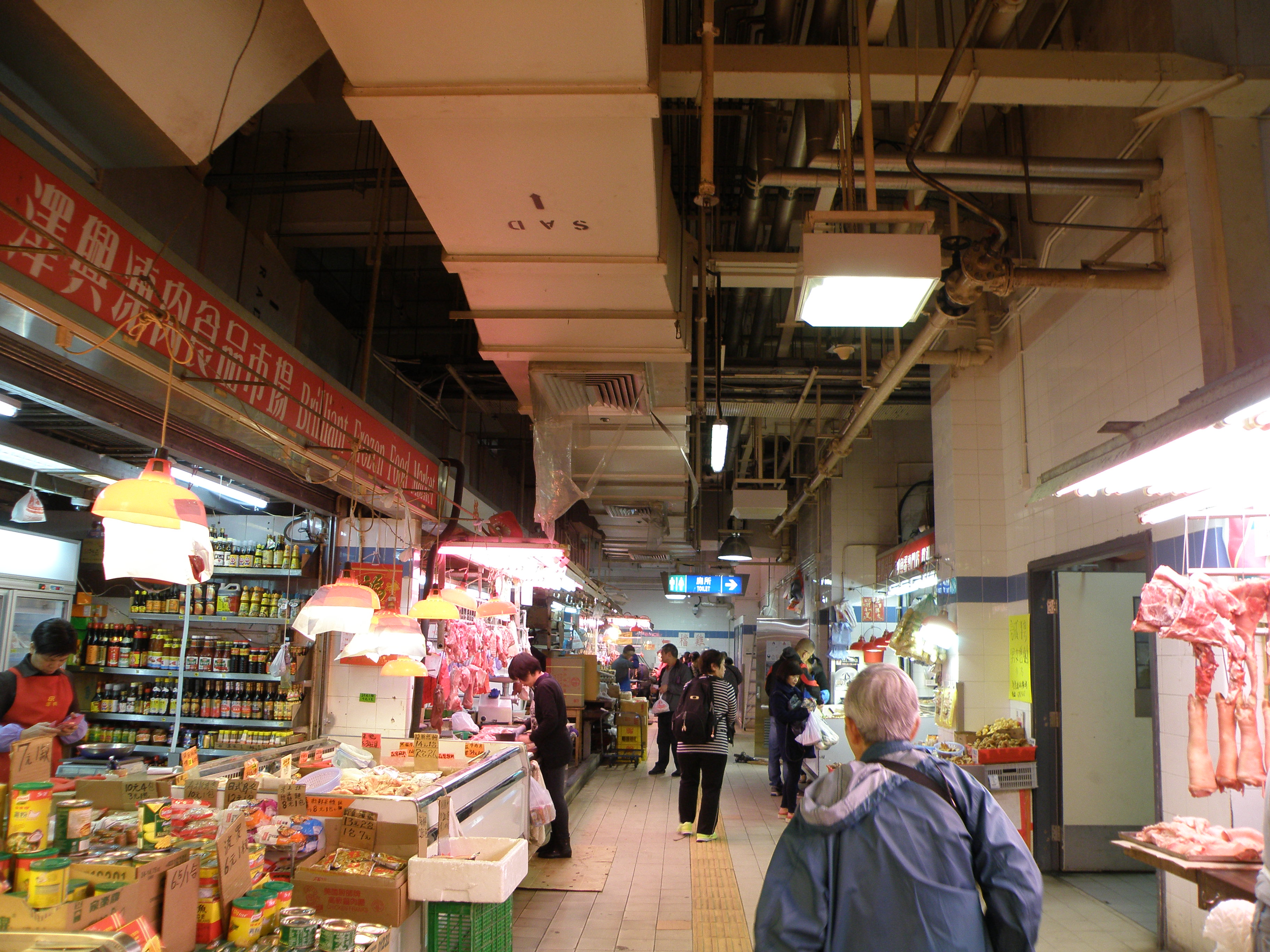
柴灣街市

22°15′48″N 114°14′24″E / 22.26337°N 114.23995°E
柴灣市政大廈（英語：Chai Wan Municipal Services Building）是香港一座多用途的市政大樓，由興業建築師有限公司設計，位於香港柴灣柴灣道338號，於2001年5月10日正式啟用，柴灣公共圖書館及學生自修室亦於同年12月19日從柴灣漁灣邨遷往此大廈。
大廈設於舊柴灣邨第1座原址，於1991年拆卸。

## 歷史
1979年4月20日，位於柴灣街市大廈三樓的柴灣公共圖書館成立，市政局議員貝納祺於當天出席開幕儀式。次日開放給大眾使用。這一在街市大廈設立圖書館的做法為當時首創，《華僑日報》的報導指這能讓家長在街市購物的同時方便地把子女送去圖書館。
負責興建柴灣市政大廈的宏昌建築有限公司在1999年8月清盤。工務局因此計劃把該計劃重新招標。同月建築署向總承建商發出收回地盤通知書。2001年12月19日，柴灣公共圖書館正式遷入柴灣市政大廈4-5樓。康樂及文化事務署署長梁世華及東區區議會主席丁毓珠於當天出席開幕儀式。

## 設施
| 樓層 | 用途                                                                                           |
| ---- | ---------------------------------------------------------------------------------------------- |
| 8/F  | 康樂及文化事務署公共圖書館流動圖書館總部、機電工程署市政事務部辦公室                           |
| 7/F  | 食物環境衞生署東區環境衛生辦事處-柴灣分區辦事處                                                |
| 6/F  | 屋宇署/食物環境衞生署聯合辦事處1東區分處（616A室）                                             |
| 5/F  | 康樂及文化事務署柴灣公共圖書館及學生自修室                                                     |
| 4/F  | 康樂及文化事務署柴灣公共圖書館及學生自修室                                                     |
| 3/F  | 東華三院捷和鄭氏幼兒園、社會福利署東柴灣綜合家庭服務中心、香港中華基督教青年會柴灣長者鄰舍中心 |
| 2/F  | 熟食中心                                                                                       |
| 1/F  | 街市                                                                                           |
| G/F  | 街市                                                                                           |
| B1/F | 停車場                                                                                         |
| B2/F | 停車場                                                                                         |

## 建築工程延誤
市政大廈在1996年12月動工興建，原定於1999年11月完工，但建築署已於同年7月30日證實大廈的總承建商已放棄工程合約，而建築署亦已通知總承建商收回建築地盤的事宜。結果工程延誤至2000年至2001年才完全完工。

## 外部連結
- 食物環境衞生署 柴灣街市
- 柴灣街市熟食中心